# Lucio Junio Pulo
Lucio Junio Pulo  fue un político y militar romano, cónsul en el año 249 a. C. con Publio Claudio Pulcro durante la primera guerra púnica.
Según los cronistas, su flota fue completamente destruida por una tormenta debido a haber ignorado los auspicios desfavorables. Su desesperación frente a este hecho le llevó a poner fin a su propia vida.